# Museo di Vuk Stefanović Karadžić e Dositej Obradović

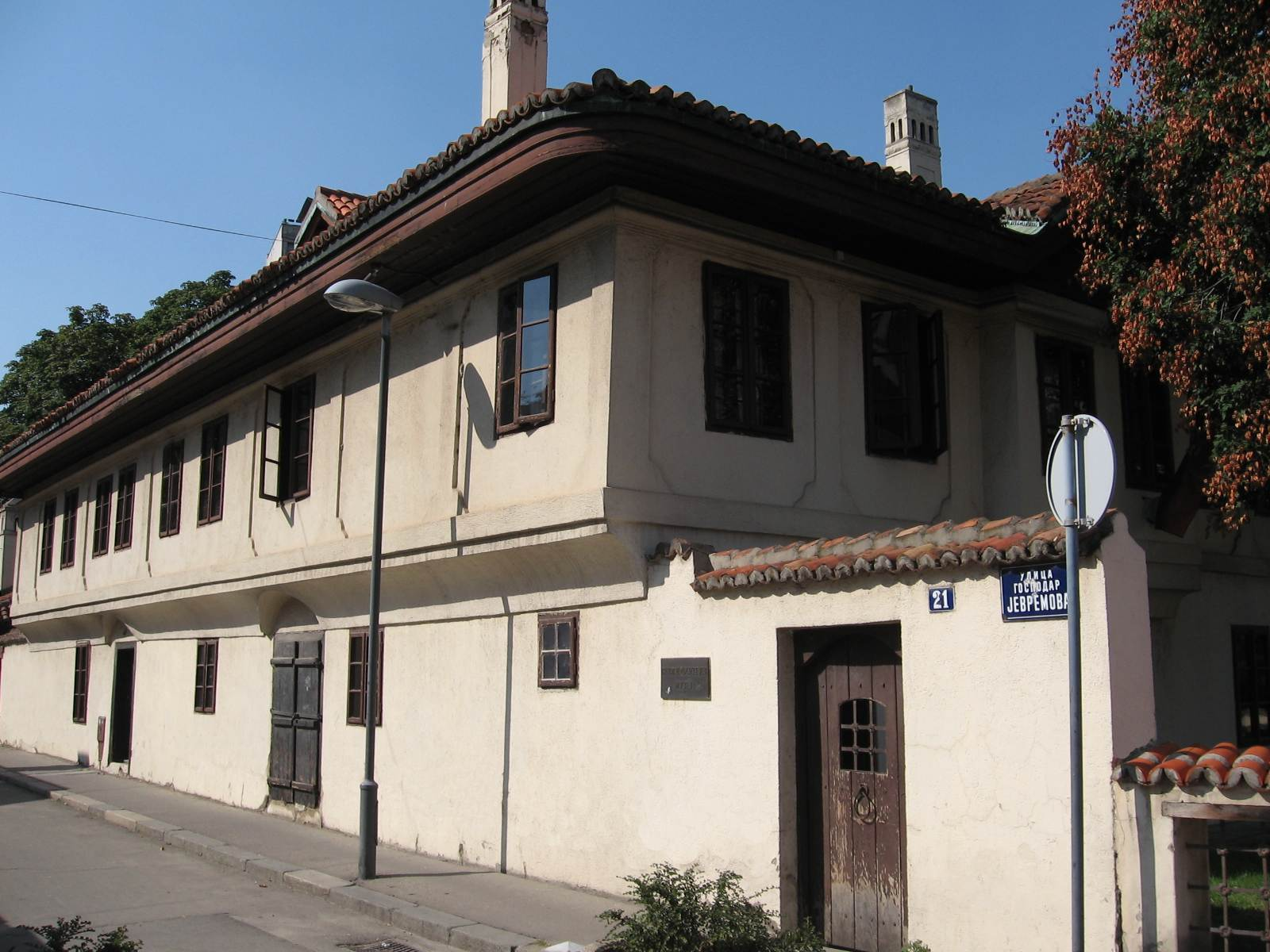
Museo di Vuk Stefanović Karadžić e Dositej Obradović

 Il Museo di Vuk Stefanović Karadžić e Dositej Obradović è situato a Belgrado, Serbia. È stato creato nel 1949 e nelle sue sale sono in mostra le opere di Vuk Stefanović Karadžić e Dositej Obradović, filosofi e scrittori nonché importanti uomini politici serbi, che dettero inizio nel XIX secolo alla Rivoluzione della Scrittura Serba.
Al primo piano del museo si trova l'area dedicata a Karadžić, con le opere e gli oggetti a lui appartenuti, nonché diversi documenti provenienti dall'Accademia serba della Scienza e delle Arti (biglietti da visita, diplomi, annotazioni, ecc.). Il piano terra del museo è invece dedicato ad Obradović, con l'intera sua biblioteca e numerosi manoscritti.